# 도쿄 모노레일 하네다 공항선

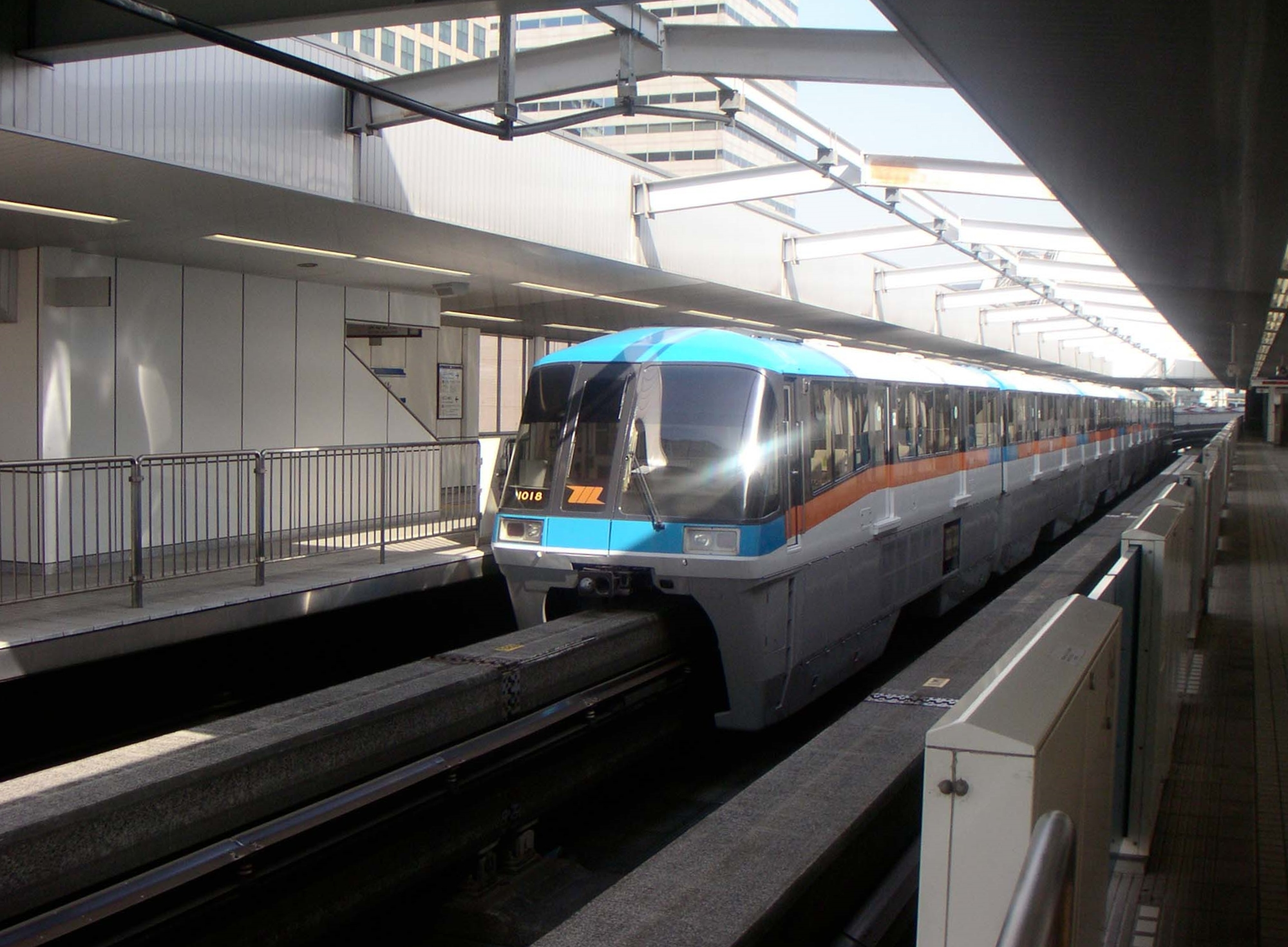
덴노즈 아일 역

도쿄 모노레일 하네다 공항 선(일본어: 東京モノレール羽田空港線)은 모노레일 하마마쓰초 역과 하네다 공항 제2빌딩역을 잇는 도쿄 모노레일의 철도 노선이다.

## 노선 개요
도쿄국제공항(하네다 공항)의 연결 노선으로서 모노레일 하마마쓰초역 - 하네다 공항 제2빌딩역간을 보통 열차는 약23분, 공항 직행 열차인 「공항 쾌속」은 약 18분에 주파한다.
1964년 도쿄 올림픽의 개최로 일본 국내외로부터의 도쿄국제공항(하네다 공항) 이용객의 수송을 목적으로 나고야 철도, 히타치 제작소 등이 출자한 운영회사인 야마토 관광에 의해서 건설되어 10월 10일의 올림픽 개회식직전인 9월 17일에 개업했다.
당초는 신바시역을 기점으로서 계획되고 있어 야마토 관광으로부터 개칭한 도쿄 모노레일의 전신, 일본 고가 전철은 1961년 12월 26일에 하네다 - 신바시간의 면허를 취득하고 있지만 용지 확보가 쉽지 않아 부득이 하마마쓰초역을 터미널로 하고 있다. 건설 구간의 단축에 수반해 하마마쓰초 - 신바시간은 1966년 1월 31일에 실효시키고 있다.
또, 도쿄 올림픽 개최 시기에 늦지 않도록 하기 위해 용지 매수가 필요 없는 운하의 위에 건설되어 철야의 돌관공사를 했기 때문에 엄청난 공비가 걸려, 그 후의 경영의 족쇄가 되었다. 개업 당초는 도중 역이 전혀 없었기 때문에 공항 이용객 이외의 승객이 없었다. 또, 일본 국철의 최초구간이 20 엔, 택시의 최초구간이 100 엔, 주간지가 50엔 이었던 당시에 운임은 편도 250 엔·왕복 450 엔으로 고액이었다. 당시에는 비행기 이용이나 해외 여행이 일반적이지 않았던 것도 있어, 승차율은 20%에 머물렀다.
그래서 1966년에는 40%라는 대담한 운임 인하를 실시한 것 외, 승객 유치책으로서 공항 견학객을 위한 특별 할인권을 발행했다. 또,오이 경마장이나 당시 존재했던 오이 오토 레이스장으로의 연결을 위한 「오이 경마장앞역」, 공항 관계자를 위해서 「정비장역」등의 신역을 건설했지만 승객은 증가하지 않고, 나고야 철도는 경영에서 물러나고, 히타치 제작소는 차량 제조비 등을 회수하지 못해 회사 도산의 위기에 몰린 적도 있었다.
그 후, 지원책으로서 히타치 그룹이 「히타치 운수 도쿄 모노레일 주식회사」를 설립해 회사 재건에 힘썼다.
그 후, 국제·국내 공로의 확대와 함께 공항 이용객은 증가,고속도로의 정체로 노선버스나 택시보다 빠르다는 이미지의 정착으로부터 승객은 서서히 증가해 1970년대 중순에는 하네다 공항으로의 연결 노선으로서 정착해갔다. 경영도 정상화되어 1981년에는 히타치 운수 100% 출자로 회사명을 「주식회사 도쿄 모노레일」이라고 해, 후에 히타치 물류로 경영이 계승해졌다.
1998년,공항내까지는 노선 연장하지 않고 연결 노선으로서는 거의 기능하지 않았던 게이힌 급행 전철 공항선이 공항내로 노선 연장해 왔다. 게다가 게이세이 전철, 도쿄 도 교통국 등의 5사국이 상호 연결 운행하는 것에 따라 하네다 공항과 지바현방면을 묶어 하네다 - 나리타 공항역 사이의 직통 연락 특급의 운전도 개시했다. 그 때문에 하마마쓰초에서 JR선과 접속하고 있다고는 해도 광역에서 보았을 경우 네트워크에 약간 뒤떨어지기도 해, 개통 이후 오랫동안 계속되어 온 「하네다 공항으로의 유일한 궤도계 공공 교통기관」에서 벗어나 격렬한 경쟁에 노출되었다.
하네다 발착의 항공기의 증가의 대응이나 게이힌 급행 전철 등과의 경쟁을 위해서는 증발이 필요하게 되었지만,도쿄 모노레일이나 모회사인 히타치 제작소 그룹은 대규모 투자가 필요하기 때문에 주저 하고 있었지만, 평소부터 하네다 공항 연결에 참가할 의향을 가지고 있었던 동일본 여객철도(JR동일본)과 의견이 일치해 운영회사인 히타치 물류는 2001년, 주식의 70%를 양도해 도쿄 모노레일의 경영권을 JR동일본에 이양했다. 또, 히타치 제작소는 모노레일의 생산·판매·서비스등 여객 사업을 발전시키기 위해 주식의 30%를 갖고 있다.
2002년에 도쿄 모노레일을 자회사로 편입한 JR 동일본에서는 차례차례로 개선책을 실시했다. 우선 하마마쓰초역의 JR 중앙 광장으로부터 직접 환승을 할 수 있는(역은 불가) 신 개찰구 「모노레일구」를 설치해 게이힌 도호쿠 선 쾌속 열차를 하마마쓰초 역에 정차하게 했다.
또, Suica를 도입, 도쿄 모노레일은 오렌지색의 모노레일 Suica를 발행, 운용 개시해 모든 역에서 Suica를 사용 가능하게 했다.
그리고 2003년도부터 예정하고 있었던 1인 승무 운전을 앞당겨 2002년부터 개시해, 2004년 8월 8일에는 종일에 쾌속 운전을 개시하고 있다. 2007년 3월 18일에는 쇼와지마 역에 대피선이 완성, 추월 운전도 가능해져 한층 더 공항 연결의 경쟁력 강화를 도모하고 있다.
2004년 12월 1일에는 도쿄국제공항(하네다 공항) 제2 여객 터미널의 공용 개시에 수반해 하네다 공항역 - 하네다 공항 제2빌딩역이 연신 개업, 동시에 하네다 공항역이 하네다 공항 제1빌딩역으로 개칭되었다. 공항 터미널이 분산되는 것으로 공항의 운용 범용성 및 효율성은 큰폭으로 증대했지만, 당선에 대해 지금까지의 시발·종착역이었던 하네다 공항 제1빌딩역이 중간역이 되어 제1빌딩 이용객은 당선하마마쓰초 방면행 열차로의 착석 기회가 감소했기 때문에 제1빌딩역에 들어오는 일본 항공·스카이 마크·스타 비행기로 도착한 이용객이 서서히 케이큐로 옮겨가는 경향을 볼 수 있다. 이것은 도쿄 모노레일의 승객은 그 대부분이 하마마쓰초까지 가기 때문에, 좌석이 메워지고 있으면 종점까지 자리가 빌 기회가 적은 것도 영향을 주고 있다.
과좌식 모노레일,그리고 대부분의 부분이 고가선이지만 하네다 공항여객 터미널 이전에 수반하는 노선의 이전·연장에 수반해, 덴쿠바시역 부근과 신정비장 - 하네다 공항 제2빌딩간은 지하선이 되어 있다. 또한 지하선건설 당시 구조상 터널의 단면적이 커지는 등의 이유로 건설비가 커졌다.
차량은 개업 이래 히타치 제작소가 제조한 차량을 사용하고 있다. 이전에는 차량 교체가 빨랐지만 경합 상태가 되고 나서 차량으로의 투자는 감소했다.
2007년 3월 18일에는 쇼와지마 역의 대피선 사용을 개시해,「쾌속」을 폐지하고 새롭게 「공항 쾌속」과「구간 쾌속」을 운전 개시해, 속달성에서도 케이큐에 대항하고 있다. 새롭게 붙은 2개의 쾌속의 영어 표기는 일본어 표기의 직역이 아니고,「공항 쾌속」을 HANEDA EXPRESS,「구간 쾌속」을 RAPID로 하고 있다.
역의 홈에는 이른바 플랫폼 번호가 적혀 있지 않고, 승강장 안내도 「하네다 공항 방면」 「하마마쓰초 방면」이라고밖에 쓰여 있지 않았다(쇼와지마 역에는 홈 번호가 쓰여 있다. 1·2번선이 하네다 공항 방면, 3·4번선이 하마마쓰초 방면이다).

## 역사
- 1964년 9월 17일 - 모노레일 하마마쓰초 역 ~ 하네다 역 개통. 다른 역은 설치되지 않았음.
- 1965년 5월 27일 - 오이 경마장앞역 영업 개시.
- 1967년 3월 20일 - 하네다 정비장역 (현재는 정비장역) 영업 개시.
- 1969년 12월 15일 - 신헤이와지마 역 (현재는 유통센터역, 1972년 명칭 변경) 영업 개시.
- 1985년 2월 7일 - 쇼와지마 역 영업 개시.
- 1992년 6월 19일
  - 덴노즈 아일 역 영업 개시.
  - 보안 장치 변경. ATS → ATC
- 1993년 9월 27일
  - 하네다 역 ~ 하네다 공항역 개통.
  - 하네다 정비장역을 정비장역으로 명칭 변경.
- 1998년 11월 18일 - 하네다 역을 덴쿠바시 역으로 명칭 변경.
- 2002년 4월 21일 - 스이카 도입.
- 2002년 8월 20일 - 스크린도어 설치.
- 2002년 9월 28일 - 1인 승무 개시.
- 2003년 7월 19일 - 쾌속 운행 개시 (개시 시점은 토요일, 휴일에만 운행됨)
- 2004년 4월 1일 - 쾌속을 평상일 밤에도 운행 개시.
- 2004년 8월 8일 - 쾌속을 평상일 낮에도 운행 개시.
- 2004년 12월 1일
  - 하네다 공항역 ~ 하네다 공항 제2빌딩역 개통
  - 하네다 공항역을 하네다 공항 제1빌딩역으로 명칭 변경
- 2007년 3월 18일 - 쾌속을 폐지. 공항 쾌속, 구간 쾌속 운행 개시.

## 역 목록
| 역 번호 | 역명                  | 일어 역명             | 구 쾌 | 공 쾌 | 접속 노선 | 역간 거리 | 누적 거리 | 소재지 | 소재지     |
| ------- | --------------------- | --------------------- | ----- | ----- | --- | --------- | --------- | ------ | ---------- |
| MO 01   | 모노레일 하마마쓰초   | モノレール浜松町      | ●     | ●     | 야마노테 선 (하마마쓰초역, JY 28) 게이힌 도호쿠 선 (하마마쓰초역, JK 23) 도쿄 도 교통국 지하철 아사쿠사 선 (다이몬역, A-09) 도쿄 도 교통국 지하철 오에도 선 (다이몬역, E-20) |           | 0.0       | 도쿄도 | 미나토구   |
| MO 02   | 덴노즈 아일           | 天王洲アイル          | ●     | │     | 도쿄 임해 고속철도 린카이 선 (R 05) | 4.0       | 4.0       | 도쿄도 | 시나가와구 |
| MO 03   | 오이케이바조마에      | 大井競馬場前          | ●     | │     | | 3.1       | 7.1       | 도쿄도 | 시나가와구 |
| MO 04   | 류쓰 센터             | 流通センター          | ●     | │     | 1.6 | 8.7       | 오타구    | 도쿄도 |            |
| MO 05   | 쇼와지마              | 昭和島                | │     | │     | 1.2 | 9.9       | 오타구    | 도쿄도 |            |
| MO 06   | 세이비조              | 整備場                | │     | │     | 1.9 | 11.8      | 오타구    | 도쿄도 |            |
| MO 07   | 덴쿠바시              | 天空橋                | │     | │     | 게이힌 급행 전철 공항선 (KK 15) | 0.8       | 오타구    | 도쿄도 | 12.6       |
| MO 08   | 하네다 공항 제3터미널 | 羽田空港第3ターナル   | ●     | ●     | 게이힌 급행 전철 공항선 (KK 16) | 1.4       | 오타구    | 도쿄도 | 14.0       |
| MO 09   | 신세이비조            | 新整備場              | │     | │     | | 2.1       | 오타구    | 도쿄도 | 16.1       |
| MO 10   | 하네다 공항 제1터미널 | 羽田空港第1ターミナル | ●     | ●     | 게이힌 급행 전철 공항선 (하네다 공항 제1·제2터미널역, KK 17) | 0.8       | 오타구    | 도쿄도 | 16.9       |
| MO 11   | 하네다 공항 제2터미널 | 羽田空港第2ターミナル | ●     | ●     | 게이힌 급행 전철 공항선 (하네다 공항 제1·제2터미널역, KK 17) | 0.9       | 오타구    | 도쿄도 | 17.8       |

- 구쾌 : 구간쾌속 정차역, 공쾌 : 공항쾌속 정차역